# CHST3
Ugljeno hidratna sulfotransferaza 3 (eng. Carbohydrate sulfotransferase 3) je enzim koji je kod ljudi kodiran istoimenim genom CHST3, nalazi se na kratkom kraku 11 hromozoma. Dužina polipeptidnog lanca je 479 aminokiselina, a molekulska težina 54.706..

## Literatura
- Fukuta M., Kobayashi Y., Uchimura K., Kimata K., Habuchi O. (1998). „Molecular cloning and expression of human chondroitin 6-sulfotransferase.”. Biochim. Biophys. Acta. 1399: 57 — 61. PMID 9714738. doi:10.1016/S0167-4781(98)00089-X.
- Tsutsumi K., Shimakawa H., Kitagawa H., Sugahara K. (1998). „Functional expression and genomic structure of human chondroitin 6-sulfotransferase.”. FEBS Lett. 441: 235 — 241. PMID 9883891. doi:10.1016/S0014-5793(98)01532-4.
- „The status, quality, and expansion of the NIH full-length cDNA project: the Mammalian Gene Collection (MGC).”. Genome Res. 14: 2121 — 2127. 2004. PMID 15489334. doi:10.1101/gr.2596504.